# Moulézan
Moulézan – miejscowość i gmina we Francji, w regionie Oksytania, w departamencie Gard.
Według danych na rok 1990 gminę zamieszkiwało 330 osób, a gęstość zaludnienia wynosiła 29 osób/km² (wśród 1545 gmin Langwedocji-Roussillon Moulézan plasuje się na 609. miejscu pod względem liczby ludności, natomiast pod względem powierzchni na miejscu 679.).